# ベトナムの鉄道

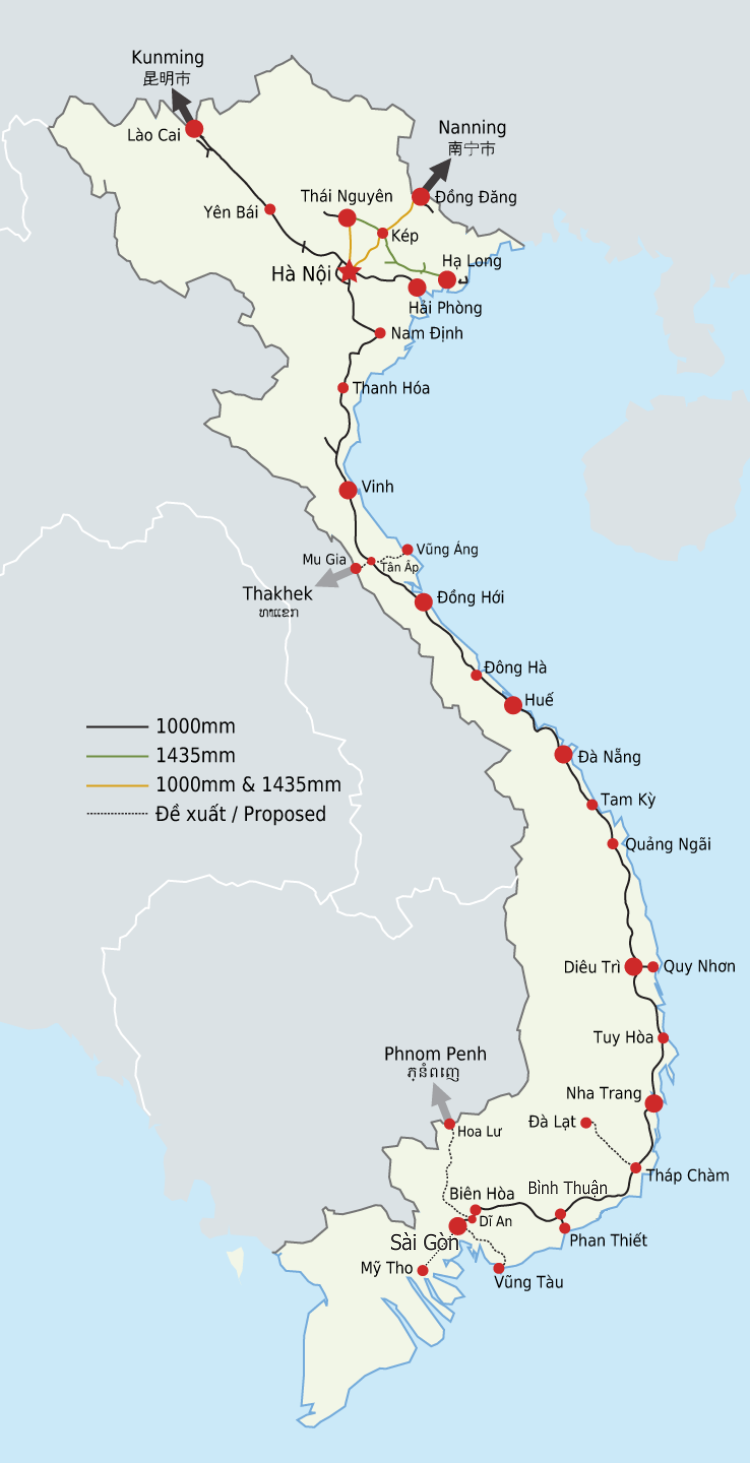
ベトナム国内の鉄道路線図

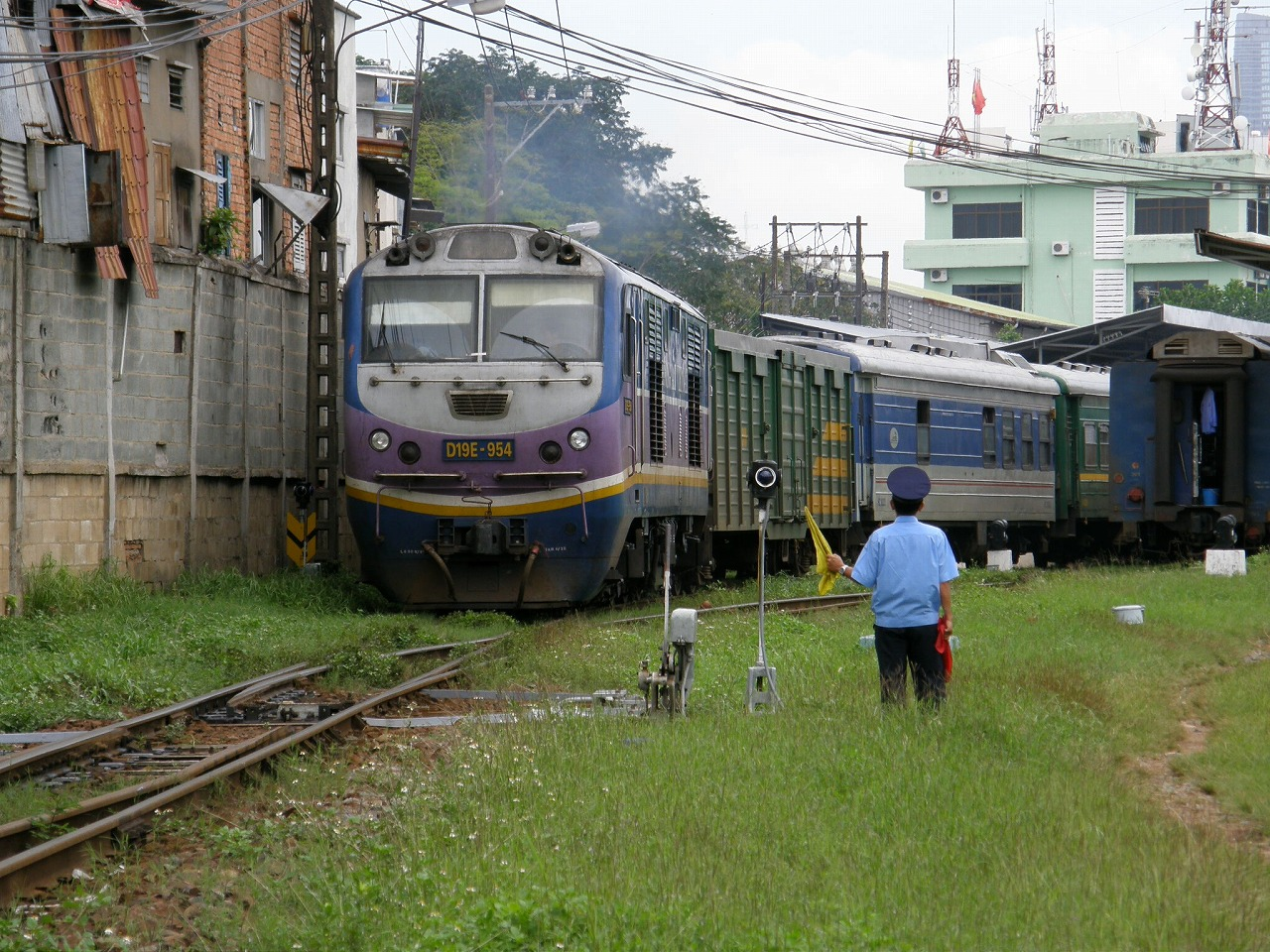
サイゴン駅を出発する列車

ベトナムの鉄道（ベトナムのてつどう）では、ベトナム社会主義共和国の鉄道に関して著述する。インフラはベトナム社会主義共和国政府が所有しており、それを借りて公社が運行する上下分離方式がとられている。
2008年の時点で、ベトナムにおける鉄道運営会社はベトナム鉄道公社のみであったが、2021年に、ハノイ・メトロがベトナム初の都市鉄道を開業した。

現在ではハノイ・メトロで2路線、ホーチミン・メトロで1路線開業している。
ハノイ市 - ホーチミン市間の南北線が主要な路線であり、南北分断時代は鉄道も分断されていたので「統一鉄道」と親しみを込めて呼ばれる。ベトナム戦争による戦災やその後の経済的困窮による投資不足から鉄道設備自体の老朽化も進んでいて、近頃になって近代化工事を推し進めている。

## 統計
国際連合による1996年の調査では営業キロは合計2,600km、輸送量は16億8千万トンキロ及び22億6千万人キロである。ベトナムは日本と比較して国土面積と人口の規模はそれぞれ90%、60%程度であるが、鉄道の営業キロは約10%である。ベトナムの全61省の内、鉄道があるのは31省となっている。
2007年の鉄道の輸送シェアは旅客が約9%、貨物が約4%となっており、2020年にそれぞれ20%、30%に引き上げる計画があるが、地形的要因から南北の輸送は海運と、東西の輸送はトラック・バスなどと競合する傾向にある。
以下は1998-2011年における鉄道輸送量である。
| 年                      | 1998   | 2000   | 2002   | 2004   | 2006   | 2008   | 2009   | 2010   | 2011   |
| ----------------------- | ------ | ------ | ------ | ------ | ------ | ------ | ------ | ------ | ------ |
| 貨物輸送 (千トン)       | 4977.6 | 6258.2 | 7051.9 | 8873.6 | 9153.2 | 8481.1 | 8247.5 | 7861.5 | 7234.1 |
| 貨物輸送 (百万トンキロ) | 1369.0 | 1955.0 | 2391.5 | 2745.3 | 3446.6 | 4170.9 | 3864.5 | 3960.9 | 4098.5 |
| 旅客輸送 (百万人)       | 9.7    | 9.8    | 10.8   | 12.9   | 11.6   | 11.3   | 11.1   | 11.2   | 11.9   |
| 旅客輸送 (百万キロ人)   | 2542.3 | 3199.9 | 3697.2 | 4376.3 | 4333.7 | 4560.4 | 4138.1 | 4377.9 | 4569.1 |

## 歴史

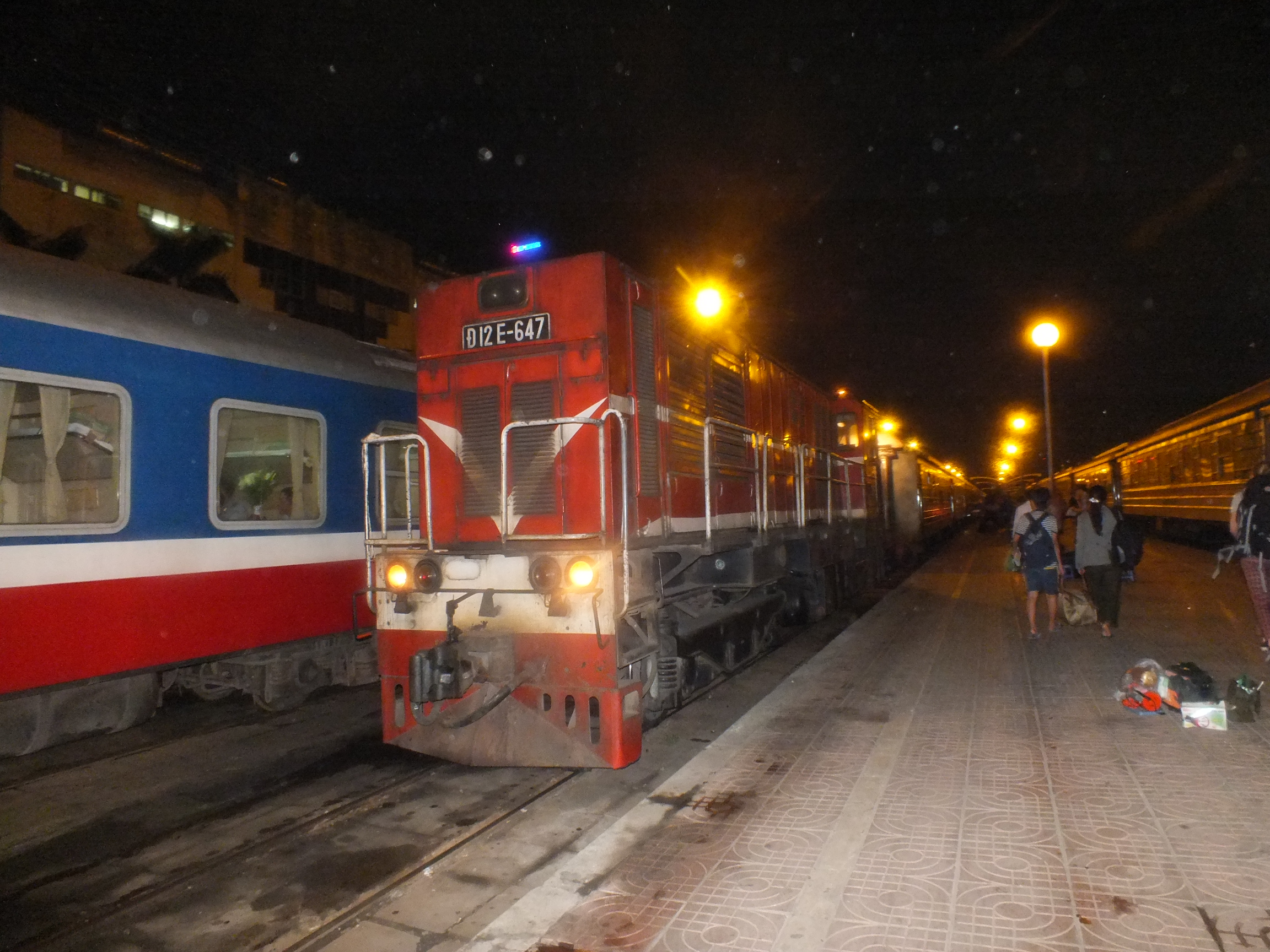
ハノイ駅のプラットホームと停車中の列車。

ベトナムの鉄道は、ラオス・カンボジアと共にこの地帯がフランス植民地の仏領インドシナの時代に多くが開業した。その初めとなるものは、中国（当時は清朝）南部で当時フランスの影響力が強かった昆明からハノイまでを結ぶ鉄道で、そのうち現在のベトナム領にあたる部分は1905年に、全線は1910年に開業した。軌間は山岳地帯の鉄道でもあったため速く建設できるように1,000mm（狭軌・メーターゲージ）のものが使われ、以後のベトナムの鉄道も多くがこの軌間で建設されていくようになった。
その後、ハノイ - サイゴン（現、ホーチミン）間を結ぶ南北鉄道が1935年に全線開通するなど建設が進んだが、以後は独立戦争となる第一次インドシナ戦争、それに伴う南北分断、そしてベトナム戦争などにより多くの施設が破壊された。その後、南北鉄道は1976年に運行を再開している。一方で中国との国際列車も引き続き運行されていて、一時はソビエト連邦のモスクワから車両が乗り入れていたこともあったものの、1979年の中越戦争で運行が中断され、1996年に再開された。老朽化対策のため1993年からは円借款による南北鉄道の橋梁の緊急リハビリ事業が行なわれ、2004年までに19の橋梁が整備された。これに続いて、やはり円借款により44の橋梁の補修・架替を行なう事業が進められている。またベトナム国鉄の赤字解消のため、1995年からは政府がインフラを所有する上下分離方式が採用された。2003 年、ベトナム国鉄が分割され、鉄道全般について監理・監督する行政主体として交通運輸省(Ministry of Transport :MOT)にベトナム鉄道局(Ministry of Transport Vietnam Railway Administration :VNRA)が設置され、一方、鉄道の運営・管理を行う事業者としてベトナム鉄道公社が設立された。

## 事業者

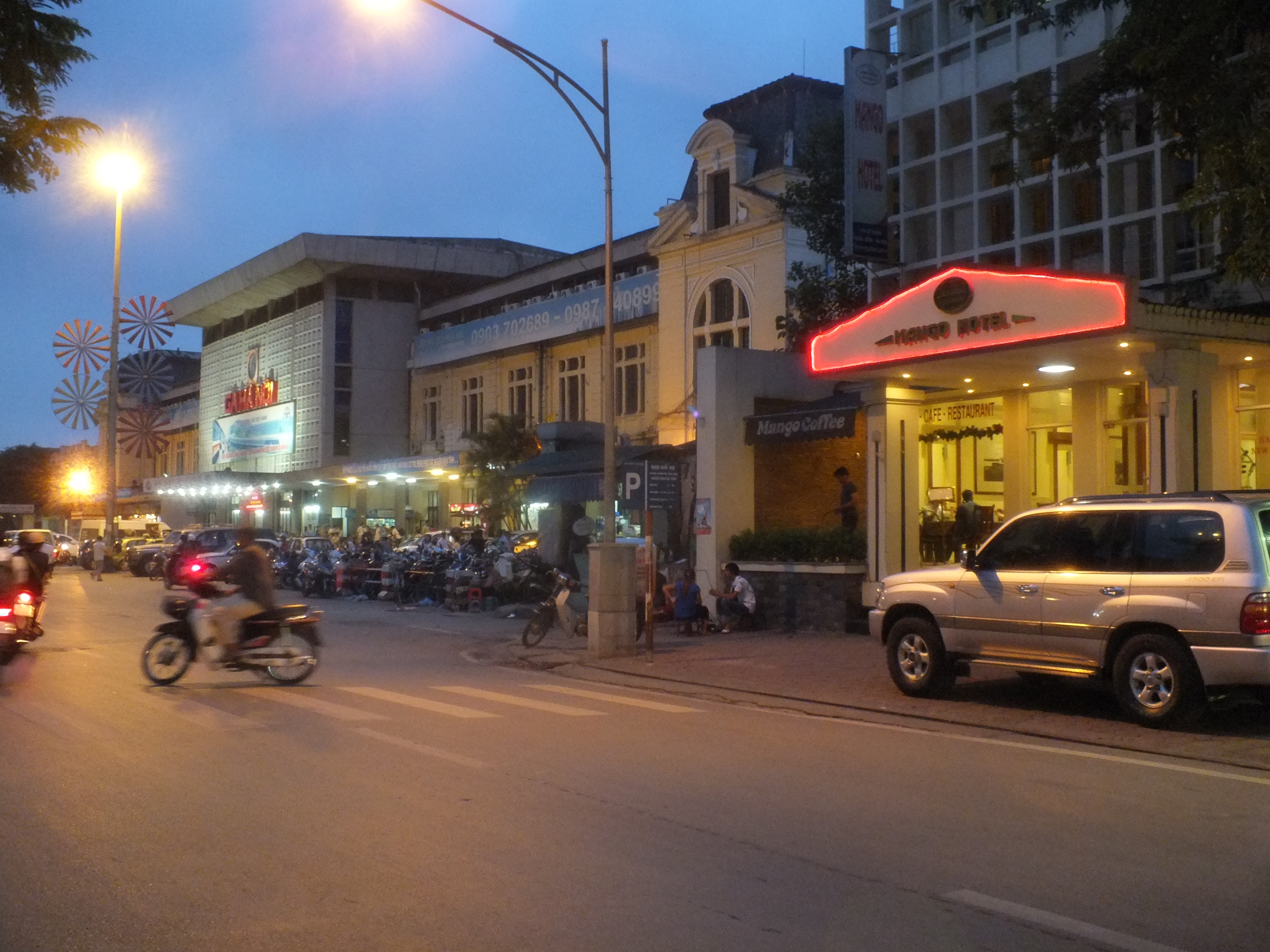
ハノイ駅

### 広域輸送
- ベトナム鉄道公社（Tổng Công Ty Đường Sắt Việt Nam）

### 都市鉄道
- ハノイ・メトロ
- ホーチミン・メトロ

### 観光鉄道
- ファンシーパン登山鉄道[11][12]

## 設備

### 線路

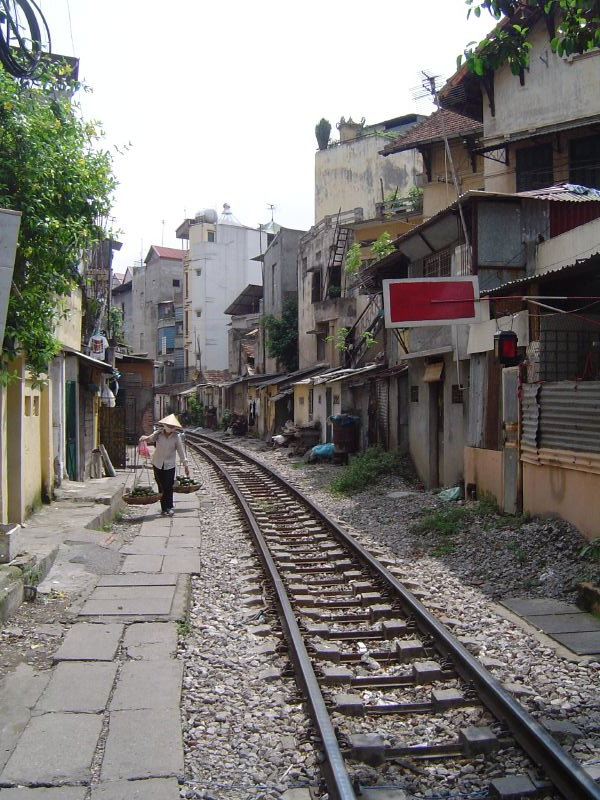
ハノイ市内の線路（メーターゲージ）

ベトナム鉄道公社では、ほとんどの区間で曲率半径は300m以上で勾配も10‰以下と、線形はかなり良い。このため軌道や橋梁と車両の性能が十分であれば、南北線のほぼ全ての区間などで70km/h以上での高速運行が可能とされる。
軌間はメーターゲージの区間が約86%を占め、8.4%の三線軌条区間でも主にメーターゲージ用の車両が使われている。レールは南北線では38kg/mと43kg/m、他区間では30kg/mのものが用いられている。レール長は12.5mと短い。枕木は主に木製で長さは1.8mとやや短く、2ブロックコンクリートなどへの代替が進んでいる。バラストは砕石である。
橋梁は道路橋としても使用されるものが多く、
- 列車が走らない時にスペースを開放するもの
- トラスの両側をバイク・自転車・歩行者用レーンとしているもの

がある。トンネルは約40本あり、南北線とドンダン線に集中している。特に南北線のトゥアティエン・フエ省のハイヴァン峠には、8つのトンネルが存在し、曲率半径が100-200mで反向曲線が続き、ベトナムでは例外的に線形が悪い。

### 車両

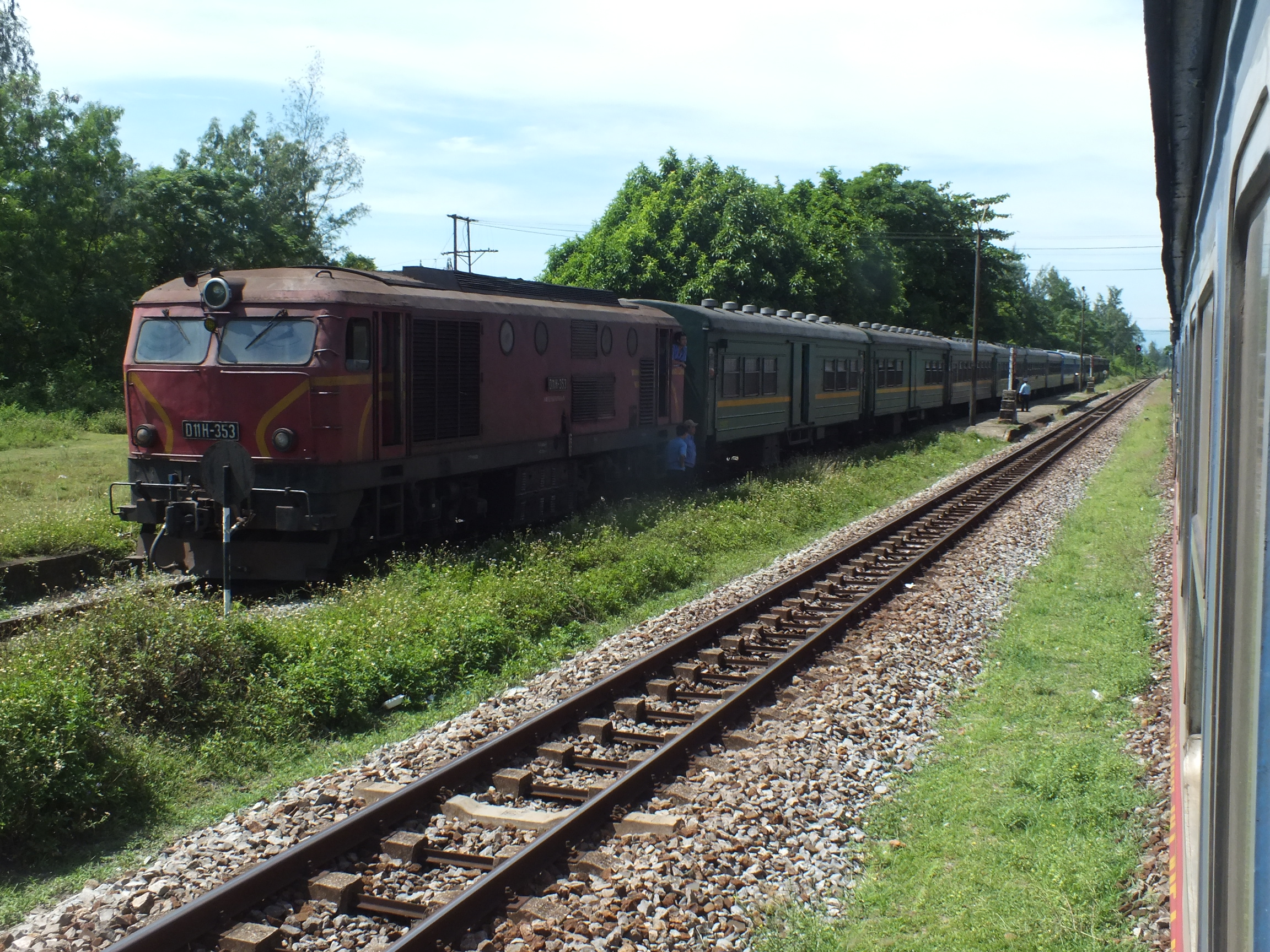
動力はすべてディーゼル機関車によるが、約340台の機関車はほとんどが東ヨーロッパ製であり、その約3分の2は500馬力、最高速度50km/hと性能は高くない。

ベトナム鉄道公社では、電化区間が存在しないため、すべてディーゼル機関車だが、気動車はない。約340台の機関車はほとんどが東ヨーロッパ製であり、その約3分の2は500馬力、最高速度50km/hと性能は高くなく牽引力不足から山間部で事故を多発していたが、近年1800－1900馬力のベルギー製、中国製エンジンへの換装が進み、速度は改善された。これによりかつては72時間を要していたハノイ－ホーチミン間の所要時間は現在では29時間へと大幅に改善された 。老朽化や部品の不足のため稼働率は低い。客車は約800両で、大半が1960年代から1970年代にかけて製造されたものである。寝台列車は寝台長が短く、幅も狭い。貨車は約4,300両あり、ほとんどがボギー車で製造時期は客車とほぼ同様。中間駅に待避線が設けられ貨物駅には十分な長さ・本数の配線がされるなど運用上のポテンシャルは高いが、車両などの問題が大きい。
最近では、中国中車製のディーゼル機関車が多数導入され、輸送事情は大きく改善されつつある。
ベトナム鉄道公社が運行する定期列車に、旅行代理店、ホテル等が運営する観光客向けの車両が併結されている。
Lotus Train、Laman Express、Violet Express、Vicrotia Express、Chapa Express、King Express、Livitrans、Orient Expressなどが運営している。

### 信号
ベトナム鉄道公社の路線では、鉄道信号機は駅構内にしか存在せず、ポイントが切り替わっていない場合などに到着した列車が場内信号機や遠方信号機で待機するケースも少なくない。腕木式の信号も使用されており、色灯化が行なわれている。また通信設備は災害に弱く、1999年のフエでの水害の際には携帯電話でしか情報交換が行えなくなったため、全線で光ファイバーの導入が検討されている。

## 運行概要

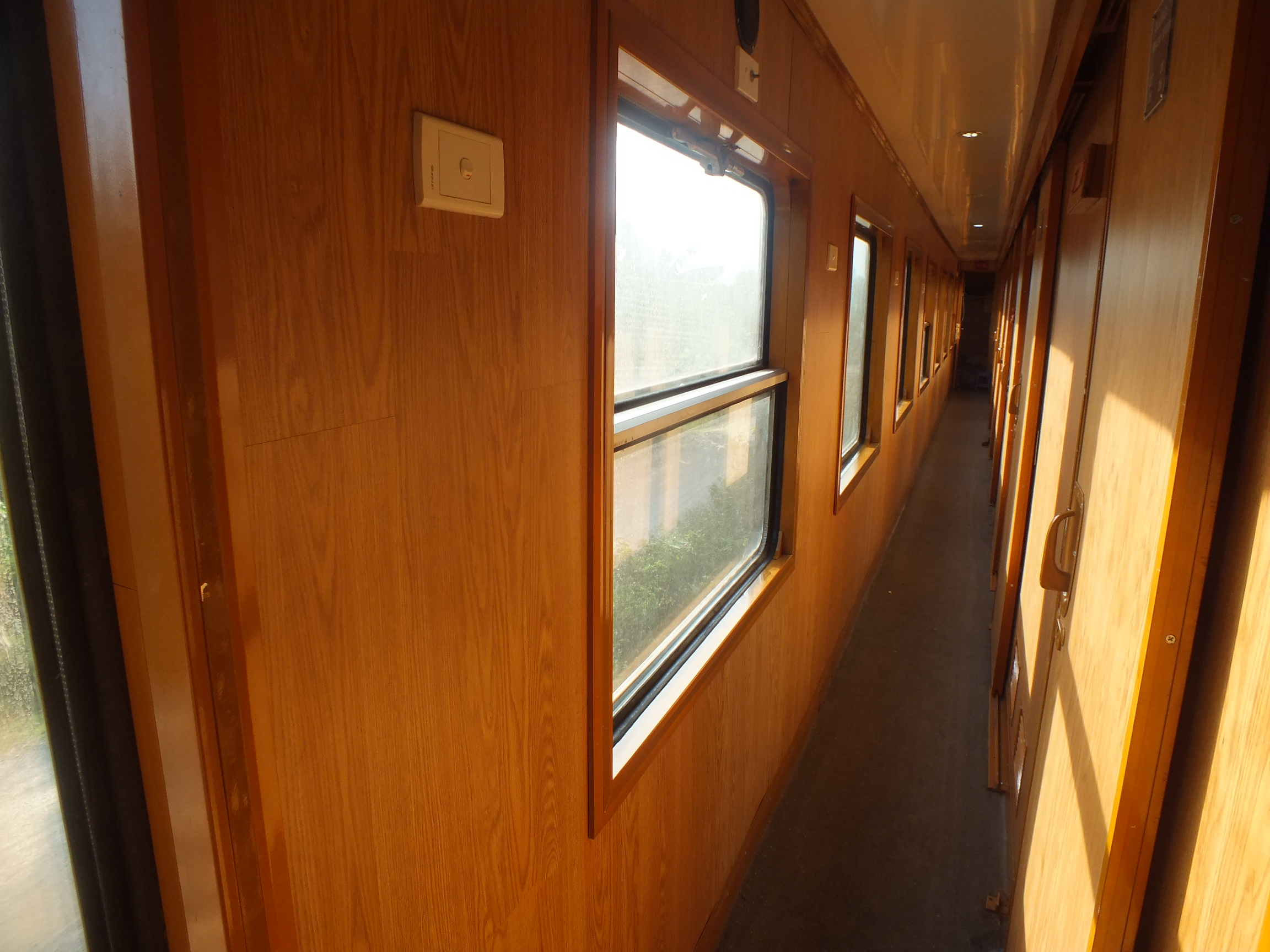
4人寝台 車両。

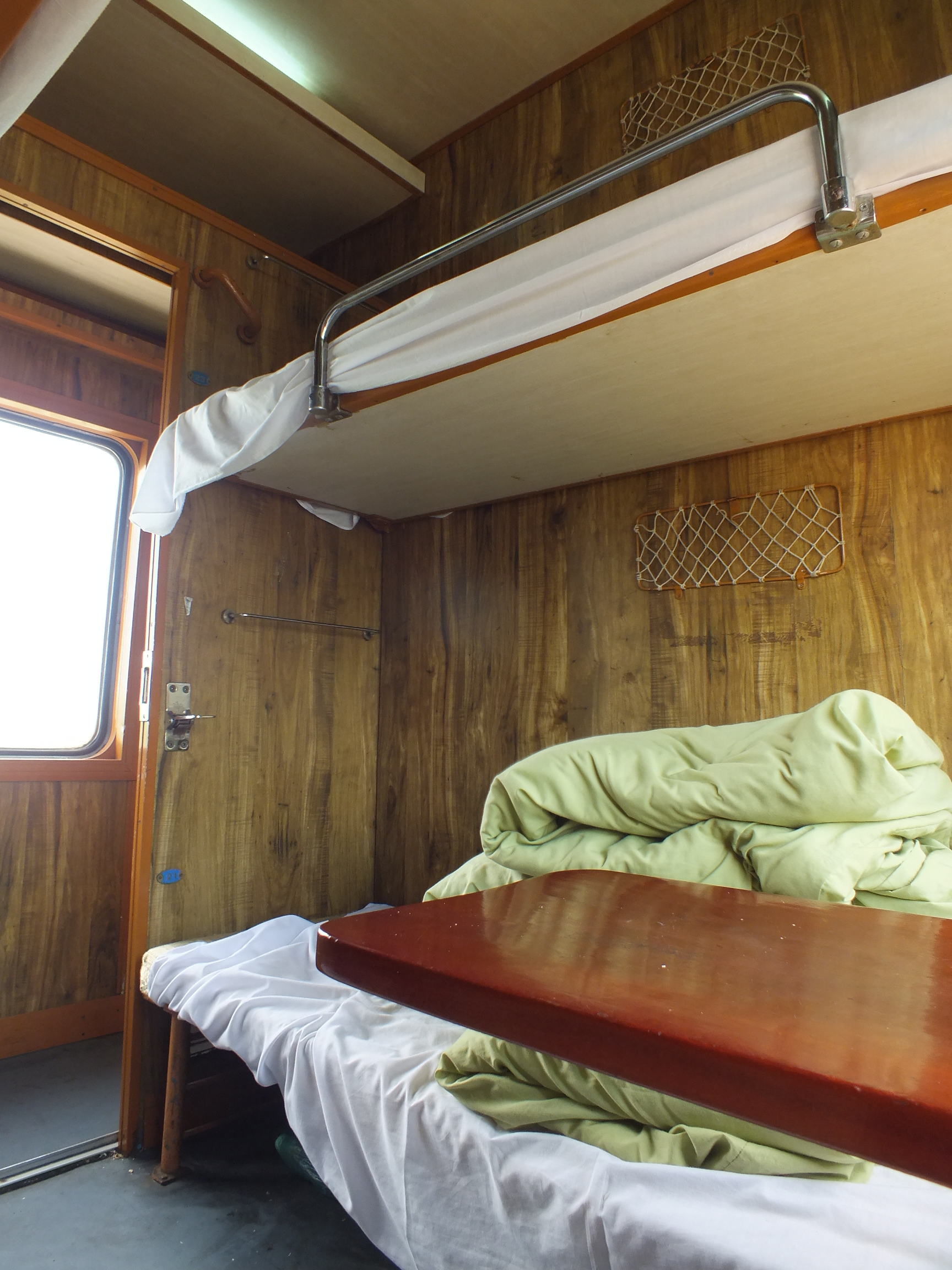
4人寝台 ソフトベッド

ベトナム鉄道公社の路線は全て非電化で、総延長2,600kmのうち2kmを除くほとんどが単線である。ベトナム国鉄は3つの管理局と48社のSOE（State Owned Enterprise、日本の旧国鉄の工事中間勘定的な存在）から構成されていた。駅は管理局ごとに統括され、個々の機関区、保線区や工場などがそれぞれSOEとなっていた。輸送単位（人キロとトンキロの合計）を従業員数（42,300人）で割った生産性の指標を他国と比較すると、JR各社やインドネシア、中国の6分の1以下にとどまっていた 。2003年、ベトナム鉄道公社が発足し、その傘下であるハノイ旅客鉄道会社、サイゴン旅客鉄道会社、貨物鉄道会社が実際の鉄道輸送事業を営んでいる。
S1・S2列車が代表的列車で以後S3・S4……と続くが、列車番号が若いほど優等列車になる傾向があり、S1列車は全区間を約33時間で走破（表定速度52km/h）で走破するが、一番遅い列車だと44時間半（同39km/h）を要する。また、2003年からは同区間を30時間で結ぶE1・E2列車、更に2004年12月からは29時間で結ぶSE1・SE2列車の運行も開始された。また、ローカル線もハノイ近郊にいくつか存在している。
国際列車は、ザーラム～ドンダンを結ぶハノイ・ドンダン線の三線軌条区間に、中国の南寧からの直通列車であるT8701/8702次列車が乗り入れる。2014年12月10日にハノイ～ドンダン～北京直通列車は運休となり、引き続き切符は通しで販売されるものの、南寧でT8701/8702次列車と中国国内列車のZ5/6次列車を乗り継ぐ形となった。かつて運行されていた北京からの直通列車は、中国国鉄の軌間が1,435mmの標準軌であるため、国境駅であるドンダンで列車を乗り換え、ハノイ駅まで運行されていた。

### 座席と等級
車内座席の等級には、次の種類がある。
- 4人寝台 ソフトベッド Nằm Mềm（上段:Nằm mềm tầng 2 下段:Nằm mềm tầng 1）
- 6人寝台 ハードベッド Nằm cứng（上段:Nằm cứng tầng 3 中段:Nằm cứng tầng 2 下段:Nằm cứng tầng 1）
- 1等座席 ソフトシート Ngồi Mềm
- 2等座席 ハードシート Ngồi Cứng
- 補助席 Ghế phụ - プラスチックの座席

等級以外に、エアコン(điều hòa) あり・なし、寝台の上段・中段（6人寝台）・下段、列車の速達度（到着時間）などで料金が区別される。かつて外国人は2.5 - 3倍の料金が適用されていたが、この制度は廃止された。全て定員制となっていて座れるが、昼間でも寝台列車の車両が用いられる場合もある。食堂車も健在。

## 今後の整備計画

### 新規路線

#### ベトナム鉄道公社
2008年現在、ベトナムでは鉄道の高速近代化工事を実施中で、列車速度を現行の旅客90km/h、貨物60km/hからそれぞれ120km/h、80km/hに改良する計画がある。また、ハノイ - ホーチミン間に南北高速鉄道を建設するため、2006年のAPEC首脳会談で、日本国政府に協力要請があった（ベトナム南北高速鉄道計画）。この他、ホーチミン・カントー高速鉄道（139km）、ノイバイ空港線（12km）、ホーチミン - ヴンタウ間80kmなどの路線新設計画がある。またホーチミンからカンボジアの鉄道を介してタイ王国のバンコクまで路線の延長が検討されている。2021年には、国土交通省は、2050年までを視野に入れた2021-2023年の鉄道システム開発計画案を政府に提出し、2本の高速鉄道路線と8本の鉄道路線を整備する計画である。

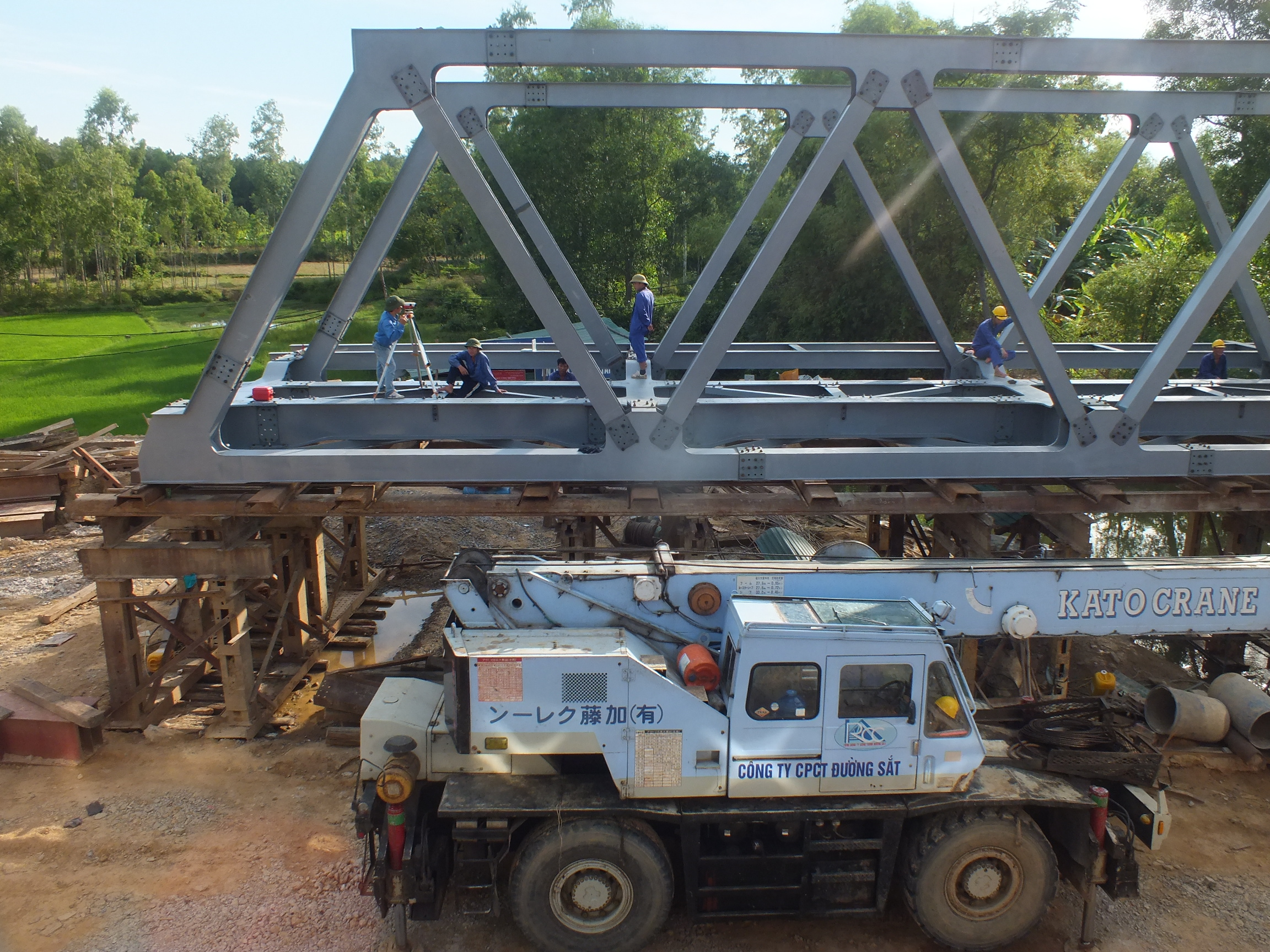
各所で整備工事が行われている（鉄橋架け替え工事）。

#### 都市鉄道
市内の交通渋滞が激しいホーチミン市とハノイ市で本格的な都市鉄道の整備計画がある。ハノイ市では、2003年に『2020年ハノイ交通計画』が策定され、2018年には、2030年までのハノイ市交通運輸計画案を承認された。その計画に沿って路線が建設が開始され、2021年11月、ベトナム初の都市鉄道であるハノイ・メトロ2A号線が開業した。ホーチミン市では2000年の市内交通の内訳で自動二輪の利用が92%にも達して渋滞が年々激しくなっているほか、2001年の交通事故死者数が1,220名と東京都の約4倍（人口は東京都の半分）に達するなど深刻な問題が生じている。これを解決するため、2002年から2004年にかけてJICAが行った調査を基に、6路線、総延長107kmの整備計画が採択された。これを受けて、1号線のプロジェクトについて2007年に円借款契約が締結された。この路線は総延長19.7km（高架:17.1km、地下:2.6km）で全14駅、軌間は標準軌（1,435mm）となっており、総事業費は約1,200億円、乗客数は306,000人/日、2019年に試験運行を実施し、2020年に正式に運行を開始する予定であったが、新型コロナウイルスの流行、建設費などの支払いの遅延などにより当初の予定より大幅に遅延している。この路線が開業すると、日本の都市鉄道システム（STRASYA）として初の輸出例になる。

### 既存路線の改良
路線が重複し、混雑の激しいハノイ - ザーラム間（5.4km）では複々線化計画がある。また南北線では全線の複線化・電化や、駅間が平均9kmと長いため中間駅の設置が計画され、特にハノイ駅・サイゴン駅からそれぞれ30km圏内では約2kmごとの通勤駅の設置が予定されている。貨物駅は現在の約300から40ほどに集約し、駅勢圏が50kmとなるように計画されている。

## 路線

### ベトナム鉄道公社
以下は2000年のデータ。
- メーターゲージ

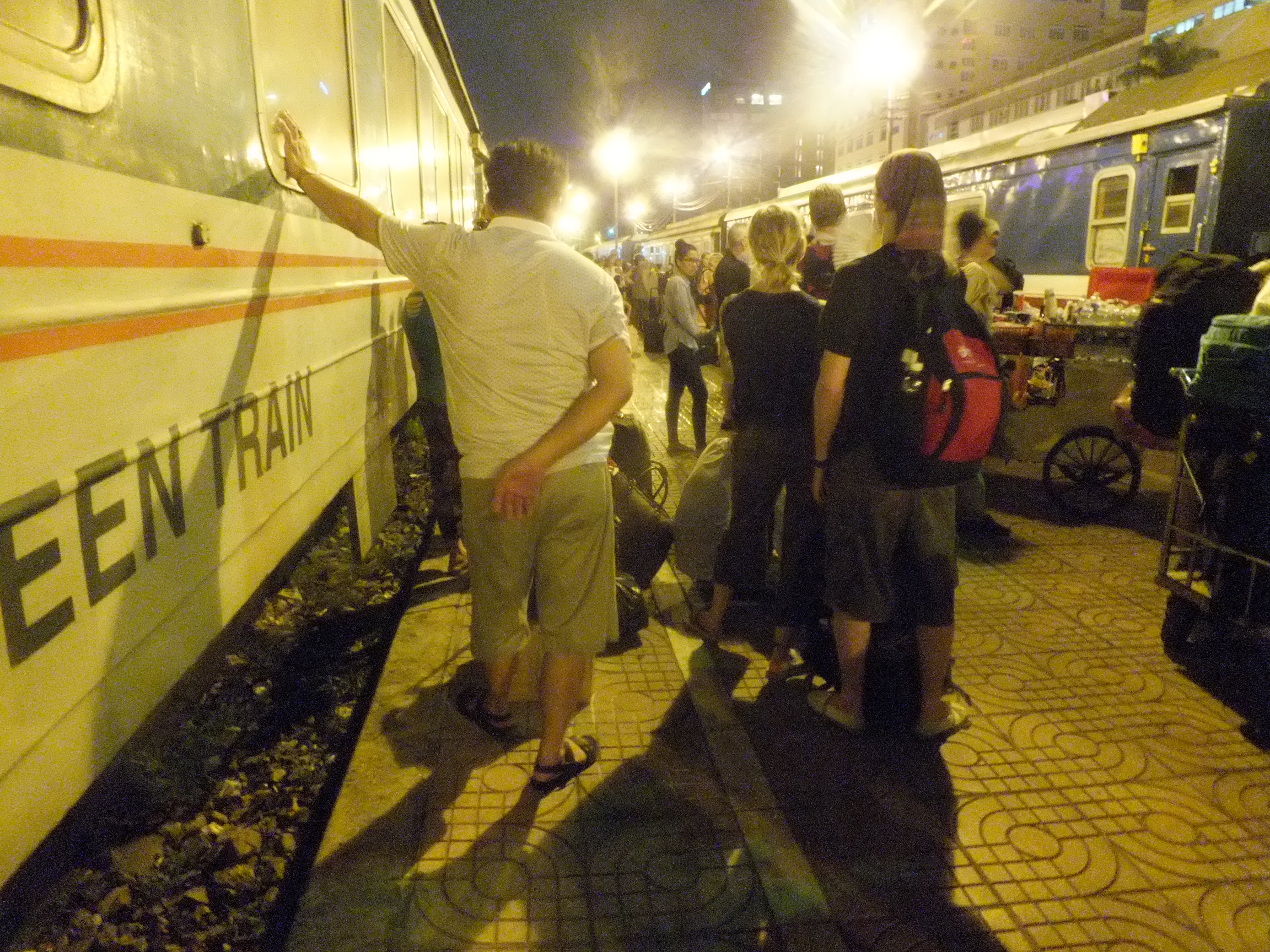
バックパッカーでにぎわう夜のハノイ駅

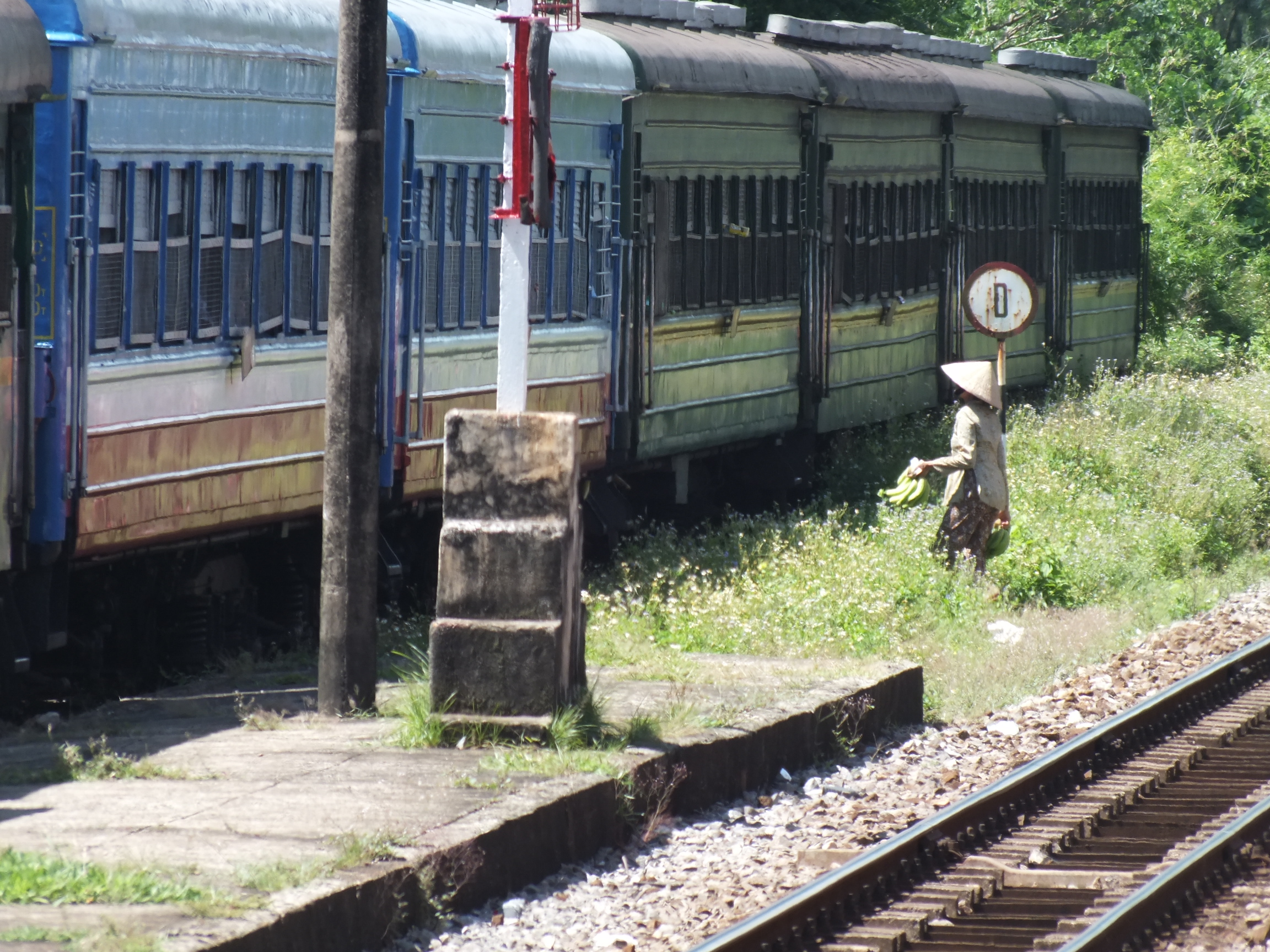
停車中の列車とバナナ売り。

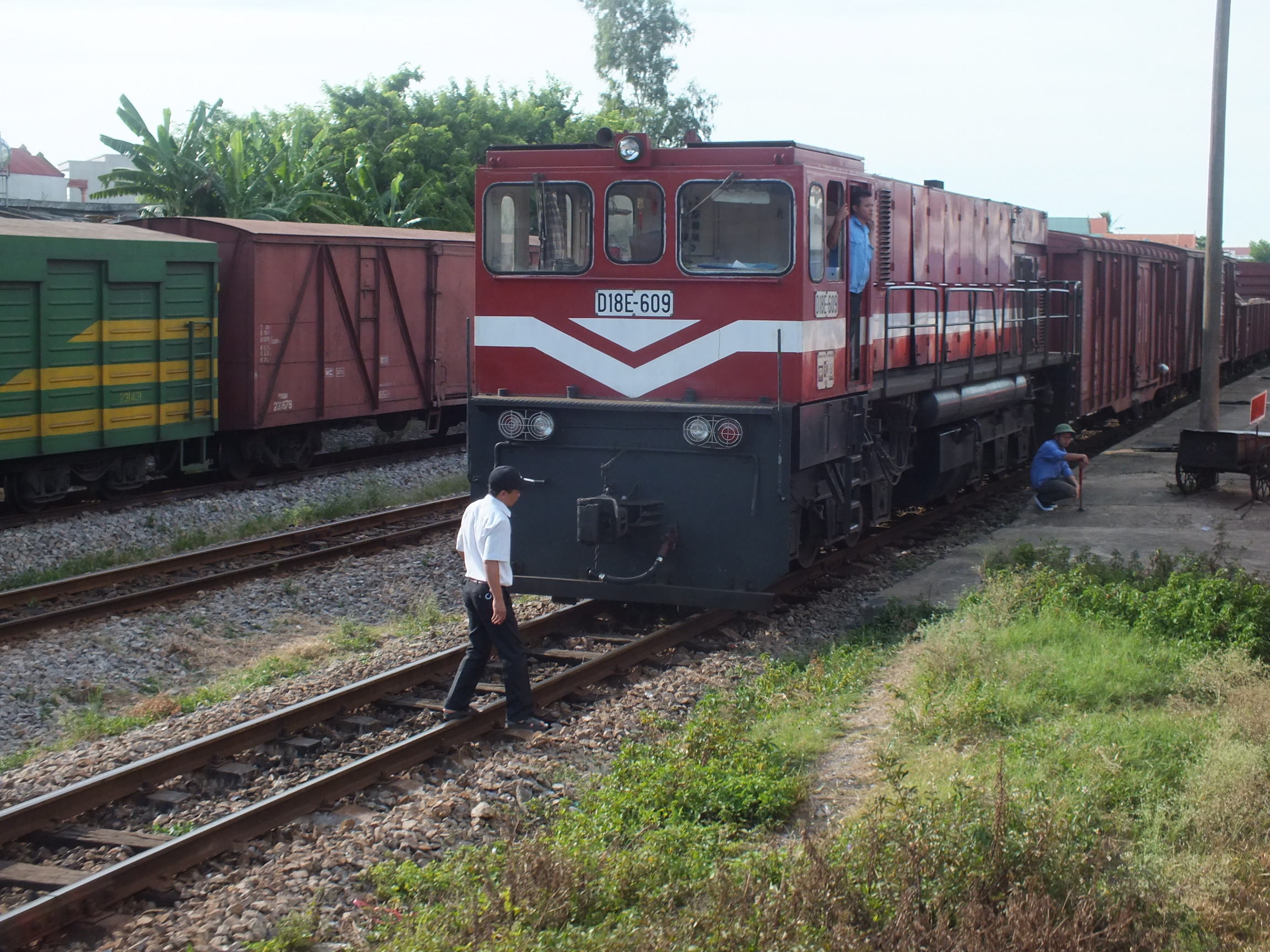
貨物列車（機関車:D18E-609）

  - 南北鉄道（統一鉄道）： ハノイ - ホーチミン（1,726km）
  - ハノイ・ドンダン線： ハノイ - ザーラム（5km）
  - ハノイ・ハイフォン線： ハノイ - ハイフォン（102km）
    - 大都市間を結び、ベトナムで最も効率的な路線とされる。

  - ハノイ・ラオカイ線： ハノイ - ラオカイ（296km）
    - ほぼ全線が紅河の北岸に沿っており、国境のラオカイから昆明に繋がる。

  - バクホン・ヴァンディエン線： バクホン - ヴァンディエン
- 三線軌条（メーターゲージ、標準軌）
  - ハノイ・ドンダン線： ザーラム - ドンダン（157km）
    - 国境のドンダンから湘桂線と繋がっており、中国から直通列車が来る。

  - イエンチャック・ナーズオン線： イエンチャック - ナーズオン（31km）
  - ハノイ・クアンチエウ線： ハノイ - クアンチエウ（ベトナム語版）（Quan Trieu）（75km）
    - ノイバイ国際空港の近くを通り、将来的には空港連絡鉄道となる可能性がある。
- 標準軌
  - ケプ・カイラン線： ケプ駅 - ハロン（ハロン湾）（105km）
    - 運行している路線としては事実上唯一の標準軌。本来はハロン港の貨物輸送が目的だが、港側の4kmが不通。

  - ハロン支線： チーリン - コータイン（16km）
  - ケプ・ルーサー線： ルーサー - ケプ（57km）
    - 現在は運休中。バラストや枕木の劣化が激しい。

## 隣接国との鉄道接続状況
- 中華人民共和国 - 接続あり
- ラオス - 接続なし
- カンボジア - 接続なし